# Tulstrup Kirke (Aarhus Kommune)
 For alternative betydninger, se Tulstrup Kirke. (Se også artikler, som begynder med Tulstrup Kirke)
Tulstrup Kirke er beliggende i Tulstrup, kirken er højt på en bakkeknold og er indhegnet med diger af marksten dette blev omtalt første gang 1613, landskabet falder brat lige udenfor stendigerne på tre sider.
Kirken består af kor og skab formentlig fra 1200-tallet. i senmiddelalderen er tilføjet vestforlængelse og et styltetårn.